# Нсанбаев, Буран
Буран (Боран) Нысанбаев (каз. Боран Нысанбаев, (1918 — 6 февраля 1943) — миномётчик 771-го стрелкового полка 137-й стрелковой дивизии 48-й армии Брянского фронта, красноармеец. Герой Советского Союза.

## Биография
Родился в 1918 году в посёлке Канбакты (ныне Индерский район, Атырауская область, Казахстан) в крестьянской семье. Казах. Образование начальное. Колхозник.
В Красную Армию призван в январе 1942 года. В том же году на фронте.
Миномётчик 771-го стрелкового полка (137-я стрелковая дивизия, 48-я армия, Брянский фронт) комсомолец красноармеец Буран Нысанбаев в бою 6 февраля 1943 года за деревню Лески Покровского района Орловской области вызвался подорвать вражеский дот, огонь из которого мешал наступлению батальона. Он дважды подползал к огневой точке противника, забрасывал гранатами, но всё безрезультатно. В третий раз красноармеец Нысанбаев подполз к доту на близкое расстояние и бросил две противотанковые гранаты в дверь. Дот был уничтожен, но и сам отважный воин погиб.
Ценою своей жизни славный сын казахского народа способствовал выполнению боевой задачи батальона.
На месте гибели красноармейца Бурана Нысанбаева в д. Лески Покровского района Орловской области установлен памятный знак. На территории Дросковской средней школы Покровского района Орловской области установлен бюст Бурану Нысанбаеву.
Указом Президиума Верховного Совета СССР от 23 сентября 1943 года за образцовое выполнение боевых заданий командования на фронте борьбы с немецко-фашистскими захватчиками и проявленные при этом мужество и героизм красноармейцу Нысанбаеву Бурану посмертно присвоено звание Героя Советского Союза.

## Награды
- Медаль «Золотая Звезда» (№ 1625) (23.09.1943)[4][5].
- Орден Ленина (23.09.1943).
- Орден Отечественной войны 1-й степени (19.04.1943)[6].

## Память
- Имя Героя носят средняя школа Новобогатинского района Атырауской области Казахстана и Верхнежёрновская основная общеобразовательная школа Покровского района Орловской области.
- Бюст Бурана Нсанбаева установлен в селе Дросково Покровского района Орловской области.